# Saponaria viscosa
Saponaria viscosa är en nejlikväxtart som beskrevs av Carl Anton von Meyer. Saponaria viscosa ingår i släktet såpnejlikor, och familjen nejlikväxter. Inga underarter finns listade i Catalogue of Life.